# Конденсація Пехмана
Конденсація Пехмана — один із способів синтезу кумаринів, із застосуванням фенолу та карбонової кислоти або складного етеру, що містить β- карбонільну групу. Конденсація проводиться в кислих умовах. Механізм включає естерифікацію/переестерифікацію з наступною атакою активованого карбонільного орто на кисень для утворення нового кільця. Останній етап — дегідратація, як це спостерігається після кротонової конденсації. Відкрита німецьким хіміком Гансом фон Пехманом.

## Механізм
Механізм реакції детально вивчений на теоретичному рівні. Дослідження показало, що реакція відбувається на оксо-формі, а не на енольній формі. Запропоновано три різні оксомаршрути.
З простими фенолами потрібні досить суворі умови, хоча вихід все одно може бути хорошим.
Із високоактивованими фенолами, такими як резорцин, реакцію можна проводити в набагато м'якших умовах. Це забезпечує шлях до похідних умбеліферону:
Для кумаринів, незаміщених у 4-положенні, спосіб вимагає використання формоцтової кислоти або складного ефіру. Вони нестабільні і комерційно недоступні, але кислота може вироблятися in situ з яблучної та сірчаної кислоти при температурі понад 100 ° С Відразу після утворення формоцтова кислота здійснює конденсацію Пехмана. У наведеному прикладі виробляється умбеліферон, хоча і з низьким кінцевим виходом:

## Циклізація хромонів Симоніса
У іншому варіанті реакція фенолів, бета-кетоефірів та пентоксиду фосфору дає хромон. Ця реакція називається циклізацією хромонів Симоніса. Кетон у кетоефірі активується P2O5 для реакції спочатку з гідроксильною групою фенолу, а складна ефірна група в ньому потім активується для електрофільної атаки арени.

## Дивитися також
- Конденсація альдолу
- Ацилювання Костанецького
- Реакція Перкіна